# Lluís Llach
Lluís Llach i Grande (født d. 7. maj 1948 i Girona) er en spansk sanger, fra en ny catalansk bølge kaldes "Nova Cançó".
Han begyndte at synge i 1960'erne i Girona og Barcelona, for at protestere imod Francos styre i Spanien, hvorfor han mest er kendt som protestsanger.
En af hans mest kendte sange på catalansk, L'Estaca (dansk: Knippelen), er oversat til adskillige sprog heriblandt spansk, engelsk, polsk m.fl.

## Diskografi (uddrag)
- Els èxits de Lluís Llach (1968)
- Ara i aquí (1970)
- Verges 50 (1980)
- I amb el somriure, la revolta (1982)
- Maremar (1985)
- Camp del Barça, 6 de Juliol de 1985 (1985)
- Un pont de mar blava (1993)
- Nu (1997)
- Temps de revoltes (2000)
- Poetes (2004)
- Verges 2007 (2007)